# Рада коледжів
Рада Коледжів (англ. College Board) — американська некомерційна організація, що утворилася в грудні 1899 року, як Рада вступних іспитів до коледжів (РВІК) з метою розширення доступу до вищої освіти. У той час як College Board не є асоціацією коледжів, його членами є різні освітні установи, в тому числі понад 6000 шкіл, коледжів, університетів та інших освітніх організацій. College Board розробляє і здійснює стандартизовані тести і програми, які використовуються K-12 і закладами вищої освіти з метою сприяння готовності до вступу у коледж і як частина процесу прийому до нього. Штаб-квартира College Board знаходиться в Нью-Йорку. Девід Колман був президентом Ради з жовтня 2012.  Він замінив Gaston Caperton, колишнього губернатора Західної Вірджинії, який займав цю посаду з 1999 року.
На додаток до управління оцінки, для яких вона стягує плату, College Board надає ресурси, засоби та послуги для студентів, батьків, коледжів та університетів в області планування коледжу, засобів і госпіталізації, фінансової допомоги та утримання. Все це частково фінансується коштом грантів від різних фондів, таких як Фонд Білла і Мелінди Гейтс до 2009 року.

## Історія
Рада вступних іспитів до коледжів (РВІК) була заснована в Колумбійському університеті 22 грудня 1899 року, представниками 12 університетів і трьох середніх шкіл підготовчих академій. До них належать:
- Колумбійський університет
- Університет Колгейт[en]
- Університет Пенсільванії
- Нью-Йоркський університет
- Барнард коледж
- Юніон коледж
- Університет Рутгерса
- Коледж Вассар
- Коледж Брін Мор
- Коледж жінок Балтімор
- Принстонський університет
- Університет Корнел
- Ньюаркська академія[en]
- Змішана Вища Школа, Нью-Йорк
- Енциклопедичний інститут, Нью-Йорк

Метою цієї організації було «прийняти та опублікувати заяву про місця, які повинні бути охоплені та цілі, які мають бути застосовані середньою школою в кожному з наступних предметів (і в таких інших, як бажано), і план експертизи відповідного тесту для вступу в коледж: ботаніка, хімія, англійська, французька, німецька, грецька, історія, латинь, математика, фізика, зоологія».

## Код РВІК
College Board підтримує нумерований реєстр країн, спеціальностей коледжів, коледжів, стипендіальних програм, випробувальних центрів і вищих навчальних закладів. У Сполучених Штатах цей реєстр запозичений іншими установами як засіб точної ідентифікації; таким чином, студент може надати його або її керівному відділу не тільки назву коледжу і адресу, а і його РВІК код, щоб гарантувати, що його розшифровка відправляється правильно. Існує аналогічний набір ACT кодів для коледжів і стипендій, центрів і вузів; Проте, ці коди менш широко використовується за межами ACT, Inc.

## Тести та програми

### SAT і SAT тести з предметів
SAT є стандартизованим тестом на платній основі при вступі до коледжу в США, вперше введений в 1926 році. SAT знаходиться у веденні Ради коледжів в Сполучених Штатах і був розроблений, опублікований і затверджений Educational Testing Service(ETS). SAT охоплює письмо, читання, і математику. Оцінки тесту знаходяться в діапазоні від 600 до 2400, де за кожну з трьох секцій можна отримати до 800 балів. Більшість студентів проходять тест під час їх початкових або старших класів у середній школі. На ринку цей тест конкурує з ACT, іншим стандартизованим вступним тестом у коледж.
5 березня 2014 року Рада коледжів оголосила про те, що перероблена версія SAT буде вводитися вперше 2016 року. Іспит буде повернено до 1600-бальної шкали, есе буде необов'язковим, і студенти будуть мати три години скласти іспит плюс 50 додаткових хвилин, щоб закінчити есе.

### PSAT/NMSQT
PSAT / NMSQT є стандартизований тест на платній основі, який забезпечує практику з перших рук для SAT. Він також функціонує як тест для кваліфікаційної програми стипендій в Національній Корпорації Merit Scholarship.

### Розширена Програма Стажування
Розширена Програма Стажування Ради Коледжів є великою програмою, яка пропонує студентам середньої школи можливість брати участь в тому, що Рада Коледжів описує як класи рівня коледжу за окрему плату, як повідомляється, розширення інтелектуальних горизонтів студентів і підготовки їх до роботи коледжу. Він також грає велику роль в процесі прийому до коледжу, показуючи студентам інтелектуальний потенціал і справжній інтерес до навчання. Програма дозволяє багатьом студентам отримати кредит від коледжу для забезпечення високої продуктивності на іспитах AP, багато в чому таким же чином, як і CLEP. Надання кредиту, проте, здійснюється за розпорядженням коледжу. Є 2,900 коледжів, які надають кредит і / або розширений статус.

### Accuplacer
Тест Accuplacer Ради Коледжів є тестом комп'ютерного оцінювання на основі якого оцінюється читання, письмо і математичні навички. Тест охоплювати розуміння прочитаного, розбір речення, арифметику, елементарну алгебру, математику на рівні коледжу і письмовий тест. Тест Accuplacer використовується у понад 1000 середніх шкіл і коледжів, щоб визначити рівень студента. Часто місцеві коледжі мають конкретні рекомендації для студентів, які потребують тест Accuplacer. Так званий тест листа-і-олівця Accuplacer Companion представили студентам з обмеженими можливостями, щоб пройти тест шрифтом Брайля, надрукованим великим шрифтом і аудіо тестом. Найбільшою перевагою Accuplacer Companion і Accuplacer є їх здатність бути пройденими безпосередньо через інтернет і бути прийнятими в віддалених місцях. Хоча, як правило, немає плати за здачу іспиту, деякі установи можуть брати плату за перездачу тесту. Зверніть увагу, що якщо установа тестування не є місцевою, оцінюваному може знадобитися організувати Проктор для проходження тесту. Якщо так треба, то місцева бібліотека може слугувати наглядачем, позаяк для людини не багато інших варіантів в цьому випадку.

### SpringBoard
SpringBoard є попередньою програмою для Advanced Placement College створеною Радою Коледжів, щоб підготувати студентів, які мають намір брати AP курси або курси рівня коледжу в їх схоластичній кар'єрі. На основі моделі Wiggins і McTighe «Розуміння через дизайн», програма SpringBoard намагається зорієнтувати знання в схоластичні навички в процесі підготовки до тестування Advanced Placement і успіху в коледжі.
Навчальний план застосовується до 6-12 класів. Вчителі забезпечені професійною підготовкою, різними навчально-методичними посібниками для відстеження прогресу студентів. Навчальна база інтегрована в зміст навчальних програм і тематичних матеріалів. SpringBoard також надає інші Web 2.0 ресурси, спрямовані на те, щоб програма стала більш орієнтованою на спільну роботу.

## CSS профіль
Рада Коледжів також пропонує CSS профіль, службу надання фінансової допомоги, що багато організацій використовують при визначенні сімейного стану. Це платний сервіс для установ і студенти повинні також внести плату, щоб додати його у школі.

## Критика
Принаймні з кінця 1970-х років, Раду Коледжів критикували студенти, викладачі і активісти із захисту прав споживачів. Рада Коледжів володіє SAT і багато студентів повинні складати іспити SAT для вступу до конкурентоспроможних коледжів, таких, як установа Ліги Плюща. Попри те, ACT, як правило, приймається як альтернатива до SAT, деякі коледжі вимагають від студентів взяти Предметні SAT. Оскільки немає широко прийнятих альтернатив AP Ради Коледжів, SAT тесту, і продуктам з надання фінансової допомоги CSS, компанію часто критикують за експлуатацію своєї монополії на ці продукти.
FairTest, організація, яка виступає проти надмірної залежності від стандартизованих тестів в школі приймальної комісії, стверджує, що SAT часто недооцінює здатність афро-американських та інших студентів. FairTest підтримує список SAT-факультативних коледжів на своєму вебсайті.
Організація Прав Споживачів Америки(ОПСА) до реформи освіти тестування критикувала Раду Коледжів за порушення її некомерційного статусу шляхом надприбутків і непомірної виконавчої компенсації; Дев'ятнадцять з її керівників заробляють понад $300 000 на рік, з них виділяється генеральний директор Гастон Капертон, що заробив $ 1,3 мільйона 2009 року (зокрема відкладені компенсації). ОПСА також стверджує, що Рада Коледжів діє неетично, продаючи матеріали для підготовки до іспитів.